# Orm (musikalbum)
Orm är ett studioalbum av den svenska folkmusikgruppen Sågskära, utgivet 2006 på skivbolaget Drone Music.
Skivan spelades in i Myrebroa kapell och Dala Floda värdshus i september och november 2005. Den producerades av Sågskära.
Den 3 september 2006 intervjuades Ulrika Gunnarsson i Sveriges Radios program Folke, där hon bland annat pratade om albumet.

## Låtlista
Där inte annat anges är text och musik trad.
1. "Hvenormen"
2. "Rullar"
3. "Enshult 2"
4. "I Stockholm" (efter Mäster Plut)
5. "Ekmans vals" (efter Nils Bernard Ljunggren)
6. "Höga berg" (efter Gustaf Heurlin)
7. "Den lillas testamente" (efter Lovisa i Gyllinge)
8. "Riga"
9. "Sorbiskan"
10. "Svanen"
11. "Lackström 2" (efter Torsten Lackström)
12. "Jäng"
13. "Slottet i Västanvik"
14. "Trästadsmarschen"
15. "Dipa dåpa"
16. "Björnskinn" (efter Otto Johansson)
17. "Svenonis"
18. "Den otrogna" (efter Mäster Plut)
19. "Herre from"

## Medverkande
- Ulrika Gunnarsson – sång
- Magnus Gustafsson – fiol, vevlira, näverskalmeja, cittra, mandolin
- Magnus Lundmark – slagverk
- Toste Länne – fiol
- Marie Länne Persson – sång, harpa, gitarr, krumhorn
- Anders Svensson – fiol, oktavfiol

## Mottagande
Albumet har medelbetyget 4,1/5 på Kritiker.se, baserat på tre recensioner. Det fick högt betyg av Gefle Dagblad och 4/5 av Nerikes Allehanda och Helsingborgs Dagblad.